# Víctor Rasgado
Víctor Dagoberto Rasgado Flores (Ciudad de México, 8 de julio de 1959 - 18 de enero de 2023) fue un compositor mexicano cuyas obras han sido tocadas en México, en los Estados Unidos, Italia, y los Países Bajos. de familia oaxaqueña, sobrino nieto de Jesús Rasgado (Chuy Rasgado) compositor de la famosa canción "Naela".

## Biografía
Como Músico, estudió piano y composición en la Escuela Nacional de Música y en el Centro de Investigación y Estudios Musicales Tiamatinime en México de 1979 hasta 1986. Simultáneamente estudió Historia en la Universidad Autónoma Metropolitana. Luego prosiguió sus estudios con Franco Donatoni en el Conservatorio de Milán Giuseppe Verdi y en la Accademia Chigiana en Siena. 
Con el compositor Juan Trigos fundó el ensamble Sones Contemporáneos especializado en la ejecución de compositores mexicanos contemporáneos.
En 1992 fue director general del proyecto de música electroacústica Festín en el Mictlán. En 1993 fue asistente de la cátedra de composición de Franco Donatoni en el Conservatorio Nacional de Música y en la Escuela Nacional de Música, ambas en la Ciudad de México.
Su ópera Anacleto Morones fue reconocida con el Premio Orpheus para nuevas óperas de cámara. Tal ópera fue estrenada en Spoleto en el Teatro Caio Melisso el 9 de septiembre de 1994 en una producción de Luca Ronconi. El mismo año, su fantasía para piano y conjunto instrumental intitulado Revontulet fue estrenado en Siena.
También estudió la licenciatura en Historia en la Universidad Autónoma Metropolitana.

## Reconocimientos internacionales
- Por su composición Revontulet obtuvo en 1993 el Primer Premio Internacional de Composición Alfredo Casella.

- En 1994 su ópera Anacleto Morones fue premiada con el Premio Orpheus para óperas contemporáneas concedido por el Teatro Lirico Sperimentale, la Ópera de Cámara de Viena (Wiener Kammeroper) y la editorial Ricordi de Milán.

## Obras

### Piano
- Tres preludios rítmicos, 1986
- Seis gestos sobra las cuartas, 1989
- Carrizal, 2000

### Música de cámara
- Rumores de la tierra para flauta, trompeta e instrumentos de percusión, 1986
- Clamoroe para clarinete y cinta magnética, 1991
- HueHue Cuicatl, para tenor y cinta magnética, 1991
- Trío para piano, flauta y clarinete, 1992
- Reguero para clarinete, piano e instrumentos de percusión 1992
- Emphasis para fagot, 1992
- Arcana para dos flautas, 1992
- Revuelos para trompeta, piano, contrabajo e instrumentos de percusión, 1992
- Mictlán para instrumentos de percusión y cinta magnética, 1992
- Zan Tontemiquico para tenor y orquesta de cámara, 1992
- Carrus navalis para trombón e instrumentos de percusión, 1993
- Revontulet, fantasía para piano, instrumentos de percusión y conjunto instrumental, 1993
- Domo para contralto, arpa y flautas, 1994
- Quimera para fagot, clarinete y piano, 1994
- Teocuitlacoztic para tenor, flauta, oboe, clarinete, fagot y corno, 1996
- Ónix para flauta, instrumentos de percusión, violín, chelo y piano, 1996
- Lo tuve que tirar para soprano, contrabajo y banda magnética, 1996
- The Golden Gate para dos chelos, 1997
- Canción de cuna para voz y piano, 1998
- Tres epigramas para clarinete, 1998
- Ollin para Bassclarinete, chelo, contrabajo y dos flautas, 1998
- Ventus para alientos, 2002
- Kukarikarus para flauta, clarinete, instrumentos de percusión, piano, violín y chelo, 2002
- Kaskarikarus para flauta, clarinete, instrumentos de percusión, piano, saxofón y trompeta, 2002
- Frontera, para flauta, clarinete, violín, chelo y contrabajo, 2000

### Música para orquesta
- Canto florido para tenor, instrumentos de percusión y orquesta, 1987
- Axolote, 1988
- Quetzaltepec para orquesta sinfónica, 1994
- Alebrijes, suite orquestal, 1994
- Rabinal achí para orquesta sinfónica, coro, tenor y medios electrónicos, 1997-2001
- Click para flauta piccolo y contralto, 1999
- Fanfarria para orquesta sinfónica, 2001
- Calatayud para piano y orquesta sinfónica, 1999-2000
- Continuum motus para orquesta sinfónica, 2001
- Body Notes para orquesta sinfónica, 2004-05

### Música para coro
- La vida que tú me dejaste para coro e instrumentos de percusión, 1988
- Royo nocturnal, 1989
- Alaviaos para coro a cappella, 1992
- In Xochitl in Cuicatl para coro a cappella, 1992

### Óperas
- Anacleto Morones, ópera lírica en un acto para solistas, coro y conjunto de cámara, 1990-91, 1996
- El conejo y el coyote, ópera infantil basada en 16 imágenes de Francisco Toledo, 1998-99
- Santa, ópera en tres actos basada en la novela homónima de Federico Gamboa para seis solistas, coro y orquesta
- La muerte pies ligeros, ópera infantil
- Paso del Norte, ópera basada en un suceso real relacionado con la muerte de un grupo de migrantes oaxaqueños encerrados en un vagón de ferrocarril.

### Instrumentos electrónicos
- Amnios para instrumentos electrónicos, 1995

### Vídeos musicales
- Dies Solis, vídeo musical para la Bienal de Venecia, 1993